# Jizreel (postać biblijna)
Jizreel – postać biblijna z Księgi Ozeasza.
Pierworodny syn Ozeasza i Gomer. Jego imię oznacza "Bóg sieje", co miało być proroctwem wielkiego urodzaju. Patrz Oz 1,4.